# Shigamba
Shigamba ist ein Verwaltungsbezirk (englisch Ward) des Distrikts Nzega (DC) in der tansanischen Region Tabora.

## Geografie
Shigamba ist ein ländlicher Bezirk im westlichen Teil des zentralen Hochlands von Tansania, etwa 10 Kilometer westlich der Distrikthauptstadt Nzega. Bei der Volkszählung 2022 lebten 6405 Menschen in 1268 Haushalten auf einer Fläche von 62 Quadratkilometern.
Der Bezirk grenzt im Osten an den Distrikt Nzega (TC) und sonst an drei Bezirke des Distrikts Nzega (DC):
|       | Mwangoye                                    |         |
| Itobo | Kompassrose, die auf Nachbargemeinden zeigt | Ijanija |
|       | Isanzu                                      |         |

## Gliederung
Der Bezirk besteht aus zwei Gemeinden (swahili Mtaa) mit 19 Orten (Kitongoji):
| Shigamba - Shigamba - Inanukilo - Itunda - Busasi - Busongo - Isanzu - Mboya - Bulungu - Isalenge - Mwilomo - Bushibale - Bushiniki | Kagongwa - Ipilili - Ngukuru - Kagongwa Kati - Irobi - Majengo - Ihelangito - Nzanza |

## Infrastruktur
- Bildung: Die Shigamba Secondary School ist eine staatliche weiterführende Schule, die Tagesschüler bis zur 4. Stufe ausbildet.[8]
- Gesundheit: In Shigamba gibt es eine staatliche Apotheke.[9]